# Alexander Schlemmer
Alexander Schlemmer (* 18. Dezember 1885 in Colmar; † 29. Januar 1968 in Daun (Eifel)) war ein preußischer Regierungs- und Landrat.

## Leben und Herkunft
Schlemmer war ein Sohn des Seminardirektors und späteren Geheimen Regierungs- und Schulrats Joseph Schlemmer und dessen Ehefrau Maria Katharina, geborene Strauscheid. Nach dem Besuch eines Lyceums in Straßburg und der Ablegung der Reifeprüfung im Sommer 1904 absolvierte er bis 1908 ein Studium der Rechts- und Staatswissenschaften in Straßburg und Kiel. Am 19. Januar 1909 wurde er in Heidelberg bei Karl Heinsheimer mit der Dissertationsschrift, Die Aufrechnung im Prozess, insbesondere die Verwendung einer Forderung zur Aufrechnung in zwei Prozessen promoviert. Nach der Vereidigung als Gerichtsreferendar am 3. Juli 1908 begann er seine Ausbildung zunächst beim Amtsgericht Hagenau, dem eine weitere Ausbildung bei der Staatsanwaltschaft Straßburg und dem Oberlandesgericht Colmar folgte. Am 3. Juni 1912 legte er die Große Staatsprüfung ab und wurde dann am 24. Oktober 1912 Regierungsassessor bei der Bezirksregierung Straßburg und ab dem 1. Januar 1913 bei der Kreisdirektion Diedenhofen-West. Ab dem 1. Juli 1913 wurde er in Diedenhofen-West noch Regierungsamtmann, bevor er im September 1919 zur Regierung Arnsberg wechselte und am 19. Mai 1920 als Regierungsassessor in die preußische Verwaltung übernommen wurde. Am 23. Dezember 1921 erhielt er die Ernennung zum Regierungsrat und am 16. Mai 1924 wechselte er zur Regierung Düsseldorf. Am 4. April 1925 wurde er kommissarischer Landrat des Landkreises Prüm, dem am  23. September 1925 die definitive Ernennung folgte. In seiner Zeit als Landrat des Landkreises Prüm war er von 1940 bis 1944 nach der Versetzung des Landrats Paul Wirtz auch Landrat des Landkreises Daun, bis er 1945 suspendiert wurde. Nach Ende seiner Internierungszeit wurde er am 1. September 1949 in den Ruhestand versetzt.

## Ergänzende Biografie
Während seiner Zeit als Landrat der beiden Eifelkreise Prüm und Daun bzw. Vulkaneifel, war Schlemmer vornehmlich – besonders während des Zweiten Weltkriegs – mit der Sicherstellung der Ernährung der Bevölkerung, als auch mit dem Erhalt des Wirtschaftslebens, beschäftigt. Da die beiden Kreisgebiete auch Aufmarsch- und Nachschubraum von Heeresdivisionen der Wehrmacht darstellten, mussten die Kreisverwaltungen auch Aufgaben bei der Versorgung der Truppenverbände und Betreuung der Soldaten übernehmen. Besondere Verdienste erwarb er sich nach der folgenschweren Bombardierung Dauns am 19. Juli 1944, bei der 65 Menschen, unter ihnen 26 Kinder, ums Leben gekommen waren, als er durch seinen persönlichen Einsatz, Bergungs- und Aufräumkommandos aus allen Nachbarorten herbeiführte.

## Familie
Schlemmer war seit dem 27. Juni 1913 in Köln mit Cläre Reuver (* 1. September 1988 in Köln; † 9. Juli 1976 in Vallendar), Tochter des Kaufmanns Richard Karl Bernhard Reuver aus Köln und dessen Ehefrau Clara, geborene Lerch, verheiratet.